# Pål Mathiesen

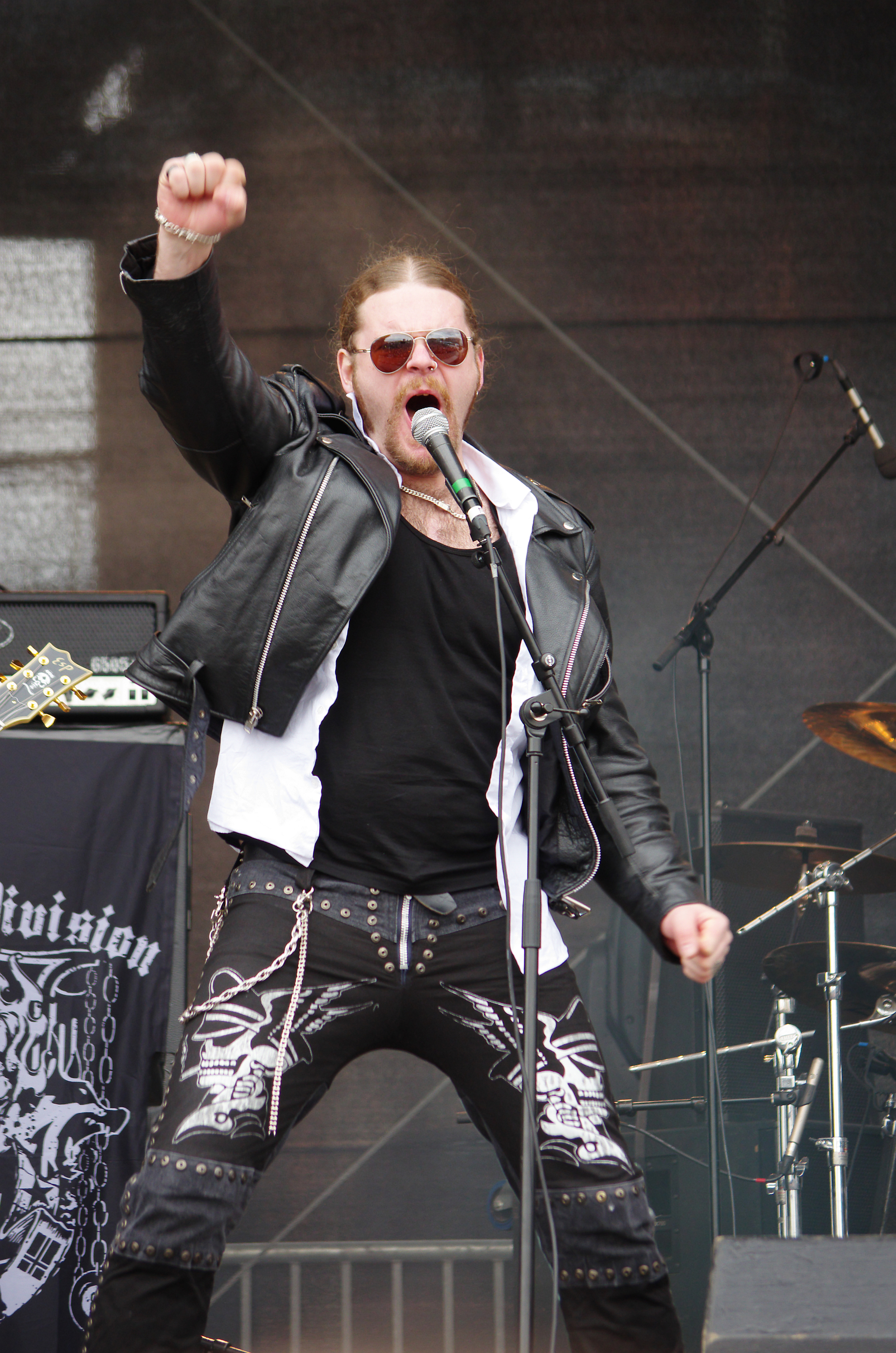
Pål Mathiesen 2013 als Shady Blue mit Chrome Division

Pål Mathiesen (* 14. August 1977 in Bærum) ist ein norwegischer Sänger. Er ist Mitglied der Rock/Metal-Band Chrome Division und war zuvor Mitglied bei Susperia und Vanaheim.

## Werdegang
Mathiesen gehörte in den späten 1990er Jahren der Viking-Metal-Band Vanaheim an, mit denen er eine EP und ein Studioalbum veröffentlichte. Während des Wacken Open Airs 1999 traf er auf den ehemaligen Dimmu-Borgir-Schlagzeuger Tjodalv, der Musiker für eine neue Band suchte. Mathiesen bot sich als Sänger und gehört bis 2015 unter dem Pseudonym Athera der Band Susperia an.
Am Morgen des 9. März 2009 wurde Sänger Athera nach einem Herzinfarkt in das Akershus Universitetssykehus in Lørenskog eingeliefert. Im Zuge einer dreifachen Bypass-Operation mussten drei verengte Arterien und drei Herzklappen ersetzt werden. Wegen weiterer Komplikationen musste eine Operation am offenen Herzen im Rikshospitalet in Oslo durchgeführt werden. Im Mai 2015 verließ er aus gesundheitlichen Gründen Susperia.
Ende 2010 schloss sich Mathiesen der Band Chrome Division an. Unter dem Pseudonym Shady Blue wurde er Nachfolger von Eddie Guz. Mathiesen debütierte auf dem Album 3rd Round Knockout.
Seit 2013 fungiert er mit Unterbrechungen als Live-Sänger der Black-Metal-Band Borknagar.

## Diskografie

### Mit Vanaheim
- 1997: En historie (EP)
- 1998: Helter og Kongers Fall

### Mit Susperia
siehe Susperia#Diskografie

### Mit Chrome Division
- 2011: 3rd Round Knockout
- 2014: Eternal Rock Infernal